# 恋愛革命
『恋愛革命』（れんあいかくめい）は、一水社から発行されていた日本の隔月刊少女漫画雑誌。

## 概要
2001年1月号から2003年1月号まで発行された。発売日は偶数月17日だった。『少女革命』の別働隊的存在として発行された。
『少女革命』に連載していた漫画家がティーンズラブやレディースコミックを執筆していたが、当誌のみに作品を発表していた作家も存在する。一話完結の作品が多かったが、『いつか光の降る朝に･･･』（夏生恒）などの連載も存在した。
「A4判変形・中とじ」の装丁だった。『恋愛革命』の読者アンケートで好評だった漫画家は『少女革命』でも連載を持った。ティーンズラブ作品の登竜門的な一面も持ち併せていた。
その後、執筆陣を受け継いだうえで、光彩コミックスピンキーティーンズのラインナップの一員として『恋愛革命sensual』が2003年から2004年まで発行された。